# 애프터 더 헌트
《애프터 더 헌트》(영어: After the Hunt)는 2025년 개봉 예정인 스릴러 영화로, 루카 구아다니노가 감독을 맡았다.

## 출연진
- 줄리아 로버츠 - 알마 올손
- 아요 에데비리 - 매기 프라이스
- 앤드루 가필드 - 헨릭 깁슨
- 마이클 스툴바그 - 프레데리크 올손
- 클로이 세비니 - 킴
- 리오 메이엘
- 아리얀 카삼
- 윌 프라이스
- 새디아 그레이엄
- 크리스틴 다이
- 버지스 버드